# Anthaxia crassicollis
Anthaxia crassicollis es una especie de escarabajo del género Anthaxia, familia Buprestidae. Fue descrita científicamente por Heer en 1862.